# Coccothrinax proctorii
Coccothrinax proctorii är en enhjärtbladig växtart som beskrevs av Robert William Read. Coccothrinax proctorii ingår i släktet Coccothrinax och familjen Arecaceae.
Artens utbredningsområde är Caymanöarna. Inga underarter finns listade i Catalogue of Life.